# Факула Минданао
Факула Минданао (лат. Mindanao Facula) — сравнительно небольшое яркое пятно (область) на поверхности Титана, самого большого спутника Сатурна.

## География и геология
Координаты — 6°36′ ю. ш. 174°12′ з. д. / 6,6° ю. ш. 174,2° з. д.. Максимальный размер — 210 км. Факула Минданао находится внутри тёмной местности Шангри-Ла, а к северу от неё — светлая местность Дильмун. По соседству с ней расположено множество других факул Титана: на северо-востоке — факула Оаху и факулы Никобар, восточнее — факула Сикоку, на юго-западе — факула Тексел и другие. Была обнаружена на снимках с космического аппарата «Кассини».

## Эпоним
Названа именем Минданао — одного из филиппинских островов. Название было утверждено Международным астрономическим союзом в 2006 году.